# Observatoř Gemini
Observatoř Gemini je astronomická observatoř skládající se ze dvou dalekohledů o velikosti 8,19 metrů Gemini North (Havajské ostrovy) a Gemini South (Chile). Oba dalekohledy společně poskytují téměř kompletní pokrytí hvězdné oblohy a v současné době patří mezi největší a nejmodernější optické astronomické přístroje.
Dalekohledy byly vybudovány společenstvím zemí skládajícím se z Spojených států amerických, Kanady, Brazílie, Chile, Argentiny a Austrálie. Původně byla členem i Velká Británie, která ale v roce 2012 vystoupila, což vedlo k výraznému snížení provozních nákladů.

## Přehled
Mezinárodní centrála observatoře se nachází na Havaji ve městě Hilo v areálu Havajské univerzity v Hilo. Jižní centrála se nalézá v Chile v areálu Cerro Tololo Inter-American Observatory nedaleko města La Serena.
Observatoř Gemini se skládá ze dvou velkých dalekohledů:
- Gemini North. Oficiální jméno přístroje zní Frederick C. Gillett Gemini Telescope. Tento teleskop se nachází na Havaji na sopce Mauna Kea v nadmořské výšce 4213 metrů. Poloha dalekohledu poskytuje téměř ideální atmosférické podmínky, stabilní počasí, sucho a velký počet jasných nocí. Teleskop poprvé pozoroval v roce 1999, vědecký program začal roku 2000
- Gemini South. Dalekohled se nachází v nadmořské výšce 2722 metrů v Chilských Andách na hoře Cerro Pachón. Teleskop se nachází v pouštním klimatu, i tato lokalita tedy poskytuje vysoce kvalitní pozorovací podmínky, což dokládá umístění dalších dalekohledů na tomto vrcholu. Dalekohled byl zprovozněn v roce 2000.

Společně tyto dva teleskopy pokrývají téměř celou noční oblohu s výjimkou dvou malých oblastí poblíž nebeských pólů. Gemini North nemůže pozorovat objekty severně od deklinace +89 stupňů, Gemini South objekty od deklinace -89 stupňů.
Oba dalekohledy rovněž používají řadu moderních technologií, díky nimž je dosažena vysoká kvalita obrazu. Konkrétně to jsou adaptivní optika nebo laserová naváděcí hvězda. Teleskopy rovněž umožňují velmi dobré infračervená pozorování, zásluhou speciální stříbrné ochrany zrcadel, malým sekundárním zrcadlům a pokročilým systémům větrání. Díky vysokému stupni interaktivnosti mohou být dalekohledy ovládány dálkově, pozorování se spouštějí když jsou ideální pozorovací podmínky. To snižuje nutnost cestování astronomů.

## Historie
Historik vědy Patrick McCray ve své knize "Obří teleskopy" z roku 2004 popisuje technické a politické problémy jimž čelili vědci a inženýři pracující na výstavbě observatoří Gemini a dalším moderních teleskopů. Odhaduje se, že oba teleskopy dohromady stály 184 milionů amerických dolarů a pozorovací noc na teleskopu stojí 33 000 dolarů.
Osmimetrová zrcadla teleskopů, z nich každé váží 22 tun, se skládají z menších šestiúhelníkových segmentů. Tyto byly vyrobeny firmou Corning Inc. ve státě New York. Poté byly odeslány lodí do Francie, kde došlo k jejich finálnímu vybroušení a vyleštění.
Kvůli finančním škrtům došlo ke změně v přístrojovém vybavení, místo Nasmythova typu dalekohledu došlo k upřednostnění Cassegrainova typu, kvůli čemuž bylo obtížnější vyrobit adaptivní optiku a spektrometry.

## Odstoupení Velké Británie
V listopadu 2007 bylo oznámeno, že Velká Británie chce ušetřit 4 miliony britských liber ročně a z tohoto důvodu opustí konsorcium observatoře. To významně narušilo rozpočet projektu a byl kvůli tomu zrušen jeden astronomický přístroj (spektrograf na měření radiálních rychlostí). V Británii ovšem vznikl tlak na to aby království zůstalo v projektu angažováno, dokonce vzniklo hnutí "Save Astronomy", které vyzývalo občany aby protestovali proti rozpočtovým škrtům v oblasti astronomie. Následně došlo k přehodnocení rozhodnutí o vystoupení, Británie do projektu znovu vstoupila v únoru 2008. Již v prosinci 2009 však bylo oznámeno, že Velká Británie opustí konsorcium Gemini v roce 2012, stejně jako některé další projekty z důvodu rozpočtových škrtů ve financování vědy.

## Řízení
Prvním ředitelem observatoře byl po dobu 11 let Matt Mountain, který svou funkci opustil v roce 2005, když se stal ředitelem Space Telescope Science Institute. Jeho nástupcem se stal Jean-René Roy, který ale vydržel v úřadu jen 9 měsíců. Od té doby (2006) do roku 2011 byl ředitelem Doug Simons, kterého po jeho odstoupení vystřídal prozatímní ředitel Fred Chaffee, bývalý ředitel Keckovy observatoře. Od srpna 2012 je ředitelem Markus Kissler-Patig.

## Vybavení

### Adaptivní optika
Každý z dalekohledů observatoře je vybaven adaptivní optikou, vyrobenou v Kanadě. Pro navádění dalekohledů se používají přirozené hvězdy nebo hvězdy vytvořené laserem. Díky adaptivní optice byla objevena například extrasolární planeta HR 8799 b. Původně měl adaptivní optiku jen severní dalekohled, ale v roce 2011 byla vybudována i na Gemini South. Rovněž byla připojena adaptivní sekundární zrcadla, která poskytují ekvivalent přirozeného vidění až v 80% času na všech připojených přístrojích.

### Vědecké přístroje
Oba dalekohledy jsou vybaveny multifunkčním spektroskopem, který může vykonávat dlouhodobou štěrbinovou spektroskopii nebo optickou spektroskopii. Dále byly tyto spektroskopy doplněny o detektory, které zvyšují citlivost spektroskopů v daleké červené optické oblasti (vlnové délky (700-1000 nm)
Speciální úpravy dalekohledů jako jsou stříbrný povlak zrcadel a infračervená optimalizace umožňují citlivé pozorování ve střední infračervené části spektra (vlnové délky 5-27 mikrometrů.
Gemini North má spektrograf postavený v Austrálii umožňující pozorování na vlnových délkách 0,95-2,4 mikrometru a infračervený spektrograf Phoenix s vysokým rozlišením.
Gemini South má k dispozici 16 megapixelový fotoaparát nebo Gemini Planet Imager postavený konsorciem amerických a kanadských vědeckých společností, sloužící k hledání extrasolárních planet.
V první fázi projektu docházelo ke zpoždění dodání vědeckých přístrojů, které se navíc mnohdy až dvojnásobně prodražily. Tomu měl zabránit program umožňující přidělení velké části pozorovacího času institucím, které dodají své přístroje včas a naopak omezení pozorovacího času na minimum v případě zpoždění dodávky vědeckých přístrojů.
Na dalekohledech měl být přítomen rovněž multiobjektový spektrograf se širokým zorným polem, avšak jeho umístění by vyžadovalo tak velké úpravy dalekohledů, že bylo od jeho umístění upuštěno.
V roce 2012 se začalo s dalším kolem vylepšování dalekohledů. Mezi nové přístroje patří optický spektrograf s vysokým rozlišením a spektrograf se středním rozlišením pracujícím na vlnových délkách 350 nanometrů-2,5 mikrometru.